# Whampoa (métro de Hong Kong)
Whampoa (chinois traditionnel : 黃埔, est une station terminus de la ligne Kwun Tong Line du métro de Hong Kong. Elle est située dans le quartier Hung Hom, district Kowloon City, à Hong Kong qui est une région administrative spéciale de la Chine.